# Дурдом в горах
«Дурдом в горах» (норв. Fjols til fjells) — норвежская комедия 1957 года режиссёра Эдит Карлмар.
В Норвегии это один из самых популярных фильмов всех времён (обычно указывается, что занимает четвёртое место), является частью серии «Классика кино Норвегии» и много раз показывался на канале NRK, часто в рамках пасхальной программы.
В основе сюжета комедии положений — пьеса Сверре Баевре, Биаса Бернхофта и Йесты Стивенса «Bare jatt me’n av», впервые поставленная в 1950 году в театре Эддеркоппен в Осло с тем же актёром-комиком Лейфом Юстером в главной роли, что и в фильме, спектакль имел такой большой успех, что был показан в общей сложности 420 раз и его снова поставили в 1956 году, за год до выхода фильма.

## Сюжет
Хозяин сети гостиниц не очень доволен работой Поппе — одного из управляющих его гостиницы на горнолыжном курорте, считая, что тот непродуманно расходует средства. Так как хозяин очень редко бывает в этой гостинице по состоянию здоровья, его симпатичная дочь Рут вызывается провести расследование. Она притворяется юношей и устраивается на работу мальчиком-коридорным в эту гостиницу. Поппе, естественно, не догадывается, что это дочь хозяина, и вообще девушка. По ходу фильма она несколько треплет нервы управляющему, которому и без неё в пик сезона — действие происходит в пасхальные каникулы — несладко — этим же занимаются некоторые постояльцы отеля. Ситуация усугубляется, когда в отель приезжают кинозвезда актёр Тедди Уинтер и профессор-орнитолог, похожие друг на друга как две капли воды, которых путают даже их знакомые дамы, в том числе две бывшие любовницы актёра — актриса и манекенщица. Неудивительно, что управляющий Поппе считает, что у него крыша поехала и оказывается почти доведённым до нервного срыва. Ничем не может помочь Поппе даже доктор отеля Гро (почему-то считающий лучшим лекарством алкоголь), сам чуть не сходит с ума (не без влияния своего любимого «лекарства»), запутавшись в постояльцах-двойниках и происходящем в отеле. По ходу фильма возникают комичные ситуации, которые в конце, естественно, разрешаются и в итоге наступает хеппи-энд: в конце фильма Поппе и Рут женятся.

## В ролях
- Лейф Юстер — Поппе, портье отеля
- Унни Бернхофт — Рут Гранберг, дочь хозяина отеля / коридорный Рудольф
- Франк Роберт — актёр Тедди Винтер / профессор-орнитолог
- Энн-Лиз Ванг — Мона Миллер, манекенщица
- Энн Лиз Кристиансен — Ева Соммер, актриса
- Нанна Стенерсен — горничная Лалла Торсен
- Вилли Хоэл — доктор Гро
- Эйнар Сиссенер — Гранберг, хозяин сети отелей
- Брита Бигум — миссис Розенкранц
- Эдит Карлмар — пожилая дама из отеля (не указана в титрах)
- Отто Карлмар — директор Блом (не указан в титрах)
- Лив Ульманн — гостья отеля (не указана в титрах)

## Сиквел 2020 года
В 2020 году вышел одноимённый сиквел фильма. По сюжету внук главного героя из фильма 1957 года хочет купить и реконструировать отель, которым его дед управлял в первом фильме. Сиквел получил разгромную критику, отмечалось, что его просто невозможно сравнивать с оригиналом — он оказался просто не смешным.